# Бормист (деревня)
Бормист — деревня в Пермском крае России. Входит в Чайковский городской округ.

## География
Село расположено на реке Бормист (приток реки Большая Уса), примерно в 5 км к востоку от села Альняш и 41 км к востоку от города Чайковского.

## Население
| 2010 |
| ---- |
| 119  |

## История
С декабря 2004 до весны 2018 гг. деревня входила в Альняшинское сельское поселение Чайковского муниципального района.

## Топографические карты
- Лист карты O-40-110 Сосново. Масштаб: 1 : 100 000. Состояние местности на 1982 год. Издание 1983 г.